# Alexander Ramsay of Mar
Alexander Ramsay of Mar, właśc. sir Alexander Arthur Alfonso David Maule Ramsay (ur. 21 grudnia 1919 w Londynie, zm. 20 grudnia 2000 tamże) – brytyjski arystokrata, jedyny syn księżniczki Patrycji z Connaught i sir Alexandra Ramsaya, prawnuk królowej Wiktorii.

## Życiorys
Urodził się 21 grudnia 1919 w londyńskim pałacu Clarence House, który był wówczas siedzibą jego dziadka Artura, księcia Connaught i Strathearn. W 1937, podczas koronacji króla Jerzego VI i królowej Elżbiety, pełnił straż honorową, wraz ze swym kuzynem George’em Lascellesem. W tym samym roku ukończył Eton College i rozpoczął służbę w Gwardii Grenadierów. Podczas II wojny światowej Ramsay odbywał służbę w Afryce Północnej. W 1943, podczas walk w Tunezji, stracił prawą nogę. Rok później został wysłany do Australii, gdzie pracował u swojego kuzyna Henryka, księcia Gloucester, pełniącego wówczas funkcję generalnego gubernatora Australii.
W 1947 powrócił do Wielkiej Brytanii, gdzie został poinformowany, że jego ciotka Alexandra, księżna Fife zapisała mu w spadku majątek Mar Lodge i stanie się on jego własnością po jej śmierci. Przygotowując się do objęcia władzy nad włościami studiował agronomię w Trinity College w Cambridge. Po ukończeniu studiów, w 1952, przez trzy lata pracował jako asystent w majątku Linlithgow w hrabstwie South Queensferry. W 1959 księżna Fife zmarła i Alexander odziedziczył Mar Lodge. Uzyskał wówczas również zgodę na dodanie członu "of Mar" do swojego nazwiska.
Ramsay postanowił sprzedać część majątku w celu pokrycia kosztów podatku spadkowego.
W 1956 poślubił Florę Fraser (ur. 1930, zm. 2024), jedyną córkę Alexandra Frasera, 20. lorda Saltoun, głowy klanu Fraser. Flora, po śmierci swojego ojca w 1979, odziedziczyła jego tytuł jako 21. lady Saltoun. Małżeństwo zamieszkiwało w Cairnbulg Castle w Fraserburgh w hrabstwie Aberdeenshire. Doczekali się trzech córek:
- Katherine (ur. 1957)
- Alice (ur. 1961)
- Elizabeth (ur. 1963)

Chociaż Ramsay nie nosił żadnych tytułów królewskich i nie wypełniał żadnych państwowych obowiązków, był uważany za członka rozszerzonej brytyjskiej rodziny królewskiej. Uczestniczył w rodzinnych uroczystościach m.in. w ślubie księcia Karola z Dianą Spencer.
Zmarł 20 grudnia 2000, w przeddzień swoich 81. urodzin. W chwili śmierci był, obok Sigvarda Bernadotte, hrabiego Rosenborga (1907-2002), Beatrycze, księżnej Civitella-Cesi (1909-2002), Katarzyny, księżniczki greckiej (1913-2007) i Karola Jana Bernadotte, hrabiego Wisborga (1916-2012), jednym z pięciu ostatnich żyjących prawnucząt królowej Wiktorii.